# Academia El Tango Argentino
Academia El Tango Argentino (tytuł angielski The Argentine Tango Academy) – argentyński film muzyczny (melodramat) z roku 1942 wyreżyserowany przez Julio Irigoyena.
Film jest oparty na motywach tanga argentyńskiego.